# Спортсмен року на Ямайці
Ямайський спортсмен та спортсменка року — це щорічні вибори, організовані Фондом спорту RJR, який відзначає видатні досягнення у спорті ямайських спортсменів за попередній рік.

## Список переможців
| Рік  | Спортсмен року                        | Спортсмен року   | Спортсменка року            | Спортсменка року | Ref |
| Рік  | Спортсмен (перемог)                   | Вид спорту       | Спортсменка (перемог)       | Вид спорту       | Ref |
| ---- | ------------------------------------- | ---------------- | --------------------------- | ---------------- | --- |
| 1961 | Банні Грант                           | Бокс             | Джой Фостер                 | Настільний теніс |     |
| 1962 | Джордж Керр                           | Легка атлетика   | Моніка де Соуза             | Настільний теніс |     |
| 1963 | Ноель Дуглас                          | Велоспорт        | Уна Морріс                  | Легка атлетика   |     |
| 1964 | Персі Гейлз                           | Бокс             | Уна Морріс (2)              | Легка атлетика   |     |
| 1965 | Філіп Александер                      | Плавання         | Сара Ньюленд                | Параолімпієць    |     |
| 1966 | Джекі Гендрікс                        | Крикет           | Кармен Сміт                 | Легка атлетика   |     |
| 1967 | Октавіус Морган                       | Параолімпієць    | Моніка де Соуза (2)         | Настільний теніс |     |
| 1968 | Орвіл Гаслем                          | Настільний теніс | Френсіс Нобл                | Плавання         |     |
| 1969 | Пол Наш                               | Плавання         | Одрі Рейд                   | Легка атлетика   |     |
| 1970 | Дон Кверрі                            | Легка атлетика   | Мерілін Нейфвіль            | Легка атлетика   |     |
| 1971 | Дон Кверрі (2)                        | Легка атлетика   | Мерілін Нейфвіль (2)        | Легка атлетика   |     |
| 1972 | Лоуренс Роу                           | Крикет           | Одрі Рейд (2)               | Легка атлетика   |     |
| 1973 | Моріс Фостер                          | Крикет           | Андреа Брюс                 | Легка атлетика   |     |
| 1974 | Лоуренс Роу (2)                       | Крикет           | Белінда Філліпс             | Плавання         |     |
| 1975 | Дон Кверрі (3)                        | Легка атлетика   | Андреа Брюс (2)             | Легка атлетика   |     |
| 1976 | Дон Кверрі (4)                        | Легка атлетика   | Вівалін Латті-Скотт         | Крикет           |     |
| 1977 | Дон Кверрі (5)                        | Легка атлетика   | Гелен Блейк                 | Легка атлетика   |     |
| 1978 | Майк Маккаллум                        | Бокс             | Лейліт Годжес               | Легка атлетика   |     |
| 1979 | Девід Веллер                          | Велоспорт        | Мерлін Отті                 | Легка атлетика   |     |
| 1980 | Девід Веллер (2)                      | Велоспорт        | Мерлін Отті (2)             | Легка атлетика   |     |
| 1981 | Берт Кемерон                          | Легка атлетика   | Жакелін Пусей               | Легка атлетика   |     |
| 1982 | Берт Кемерон (2)                      | Легка атлетика   | Мерлін Отті (3)             | Легка атлетика   |     |
| 1983 | Берт Кемерон (3)                      | Легка атлетика   | Мерлін Отті (4)             | Легка атлетика   |     |
| 1984 | Майк Маккаллум (2)                    | Бокс             | Мерлін Отті (5)             | Легка атлетика   |     |
| 1985 | Майк Маккаллум (3)                    | Бокс             | Мерлін Отті (6)             | Легка атлетика   |     |
| 1986 | Майк Маккаллум (4)                    | Бокс             | Ґрейс Джексон               | Легка атлетика   |     |
| 1987 | Майк Маккаллум (5)                    | Бокс             | Мерлін Отті (7)             | Легка атлетика   |     |
| 1988 | Джеф Дюжон                            | Крикет           | Ґрейс Джексон (2)           | Легка атлетика   |     |
| 1989 | Майк Маккаллум (6)                    | Бокс             | Мерлін Отті (8)             | Легка атлетика   |     |
| 1990 | Майк Маккаллум (7)                    | Бокс             | Мерлін Отті (9)             | Легка атлетика   |     |
| 1991 | Патрік Паттерсон                      | Крикет           | Мерлін Отті (10)            | Легка атлетика   |     |
| 1992 | Вінтроп Грехем                        | Легка атлетика   | Джульєт Катберт             | Легка атлетика   |     |
| 1993 | Вінтроп Грехем (2)                    | Легка атлетика   | Мерлін Отті (11)            | Легка атлетика   |     |
| 1994 | Джиммі Адамс                          | Крикет           | Мерлін Отті (12)            | Легка атлетика   |     |
| 1995 | Джеймс Бекфорд                        | Легка атлетика   | Мерлін Отті (13)            | Легка атлетика   |     |
| 1996 | Джеймс Бекфорд (2)                    | Легка атлетика   | Деон Геммінгс               | Легка атлетика   |     |
| 1997 | Деон Бартон                           | Футбол           | Мішель Фрімен               | Легка атлетика   |     |
| 1998 | Кортні Волш                           | Крикет           | Сенді Річардс               | Легка атлетика   |     |
| 1999 | Кортні Волш (2)                       | Крикет           | Беверлі Макдональд          | Легка атлетика   |     |
| 2000 | Кортні Волш (3)                       | Крикет           | Деон Геммінгс (2)           | Легка атлетика   |     |
| 2000 | Кортні Волш (3)                       | Крикет           | Лоррейн Фентон              | Легка атлетика   |     |
| 2001 | Крістофер Вільямс                     | Легка атлетика   | Лоррейн Фентон (2)          | Легка атлетика   |     |
| 2002 | Майкл Блеквуд                         | Легка атлетика   | Бріджит Фостер              | Легка атлетика   |     |
| 2003 | Джеймс Бекфорд (3)                    | Легка атлетика   | Бріджит Фостер (2)          | Легка атлетика   |     |
| 2004 | Денні Макфален                        | Легка атлетика   | Вероніка Кемпбелл-Браун     | Легка атлетика   |     |
| 2005 | Асафа Павелл                          | Легка атлетика   | Треші-Кей Сміт              | Легка атлетика   |     |
| 2006 | Асафа Павелл (2)                      | Легка атлетика   | Шерон Сімпсон               | Легка атлетика   |     |
| 2007 | Асафа Павелл (3)                      | Легка атлетика   | Вероніка Кемпбелл-Браун (2) | Легка атлетика   |     |
| 2008 | Усейн Болт                            | Легка атлетика   | Вероніка Кемпбелл-Браун (3) | Легка атлетика   |     |
| 2008 | Усейн Болт                            | Легка атлетика   | Мелейн Вокер                | Легка атлетика   |     |
| 2009 | Усейн Болт (2)                        | Легка атлетика   | Бріджит Фостер (3)          | Легка атлетика   |     |
| 2010 | Кріс Ґейл                             | Крикет           | Вероніка Кемпбелл-Браун (4) | Легка атлетика   |     |
| 2011 | Усейн Болт (3)                        | Легка атлетика   | Вероніка Кемпбелл-Браун (5) | Легка атлетика   |     |
| 2012 | Усейн Болт (4)                        | Легка атлетика   | Шеллі-Енн Фрейзер-Прайс     | Легка атлетика   |     |
| 2013 | Усейн Болт (5)                        | Легка атлетика   | Шеллі-Енн Фрейзер-Прайс (2) | Легка атлетика   |     |
| 2014 | Ніколас Волтерс                       | Бокс             | Алія Аткінсон               | Плавання         |     |
| 2015 | Усейн Болт (6)                        | Легка атлетика   | Шеллі-Енн Фрейзер-Прайс (3) | Легка атлетика   |     |
| 2016 | Усейн Болт (7)                        | Легка атлетика   | Елейн Томпсон               | Легка атлетика   |     |
| 2017 | Омар Маклеод                          | Легка атлетика   | Алія Аткінсон (2)           | Плавання         |     |
| 2018 | Федрік Дакрес                         | Легка атлетика   | Алія Аткінсон (3)           | Плавання         |     |
| 2019 | Таджей Гейл                           | Легка атлетика   | Шеллі-Енн Фрейзер-Прайс (4) | Легка атлетика   |     |
| 2020 | не визначався через епідемію COVID-19 |                  |                             |                  |     |
| 2021 | Генсл Парчмент                        | Легка атлетика   | Елейн Томпсон-Гера (2)      | Легка атлетика   |     |
| 2022 | Рашид Броадбелл                       | Легка атлетика   | Шеллі-Енн Фрейзер-Прайс (5) | Легка атлетика   |     |
| 2023 | Антоніо Ватсон                        | Легка атлетика   | Шеріка Джексон              | Легка атлетика   |     |
| 2024 | Роже Стона                            | Легка атлетика   | Шаніка Рікеттс              | Легка атлетика   |     |